# Медвед наочар
Медвед наочар или андски медвед (лат. Tremarctos ornatus) врста је звери из породице медведа (Ursidae). То је једини медвед чије станиште је у Јужној Америци. У систематици има посебно место јер је једини данас живeћи представник потпородице кратконосих медведа (Tremarctinae) и једини представник рода Tremarctos.

## Опис
Крзно овог медведа обојено је претежно црно или тамносмеђе. Жутобелкасте пруге протежу се од чела до образа, а затим даље до грла. Поред тога, бела пруга иде од чела преко корена носа. Тиме су му очи обрубљене светлим пругама које јако подсећају на наочаре. Свака животиња има нешто мало другачију ову шару, а код неких јединки их уопште нема. Грађа тела му је типична као код свих медведа: труп му је збијен и снажан, а реп само кратка патрљица. Ноге завршавају с по пет прстију, а сваки прст има снажну канџу. Мужјаци су дуги између 130 и 210 центиметара, у раменима досежу висину од 70 до 90 центиметара, а теже 130 до 155 килограма. Поједини примерци могу и да теже до 200 килограма. Женке су значајно мање, а тешке су само око 65 килограма. И код других медведа су мужјаци крупнији него женке, али не у овој мери.

## Распрострањеност
Као једини медвед у Јужној Америци, распрострањен је на Андима и њиховим обронцима у Колумбији, западној Венецуели, Еквадору, Перуу и Боливији. Има и непотврђених извештавања да је виђен у Панами и на северу Аргентине. Предност даје животној околини влажних шума на висинама између 1.990 и 2.350 метара надморске висине, али се може срести и у другим стаништима као што су јужноамеричке западне обале налик пустињама или на високим травњацима или грмовитим подручјима. 

## Начин живота
Медвед наочар је по правилу активан у сумрак или ноћу. Дању спава у корењу стабала или у пећинама. Вешт је пењач и у потрази за храном често задржава на дрвећу. Ради лакшег хватања воћа на удаљеним гранама, често направи платформу од сувог грања, где убрано воће и једе. За разлику од других медведа, он не спава зими. Осим у раздобљу парења, медвед наочар је самотњак, не показује изражену територијалност.

## Исхрана
Медвед наочар је, као и готово сви други медведи, сваштојед, а највећи део његове исхране чине биљке. Тако се храни воћем (пре свега плодовима биљки из породица бромелија и кактуса), гранчицама, изданцима палми и другим биљкама. Храна животињског порекла чини само око 4% укупне исхране. То су пре свега глодари, инсекти и птице. У којој мери напада и веће сисаре (говеда, ламе или јелене), као што му месно становништво често приписује, није јасно доказано.

## Размножавање
У време парења, ова иначе самотна животиња налази се краткотрајно у паровима. За време око једне недеље колико мужјак и женка тада проведу заједно, често се паре, да би се након тога поново разишли. Ово се догађа од априла до јуна, а тачно време гестације није познато јер оплођено јајашце може провести више месеци у утерусу женке пре него што дође до нидације. Младунци долазе на свет од новембра до фебруара. Женка коти једно до три младунца, а као и код других медведа, младунци су изразито малени и теже само 300 до 360 грама.

## Људи и медведи наочари
Медвед наочар је врло мирна животиа. Напади на људе су веома ретки, а разлог је једино приближавање женки с младунцима. Обрнуто, људи убијају ове медведе из различитих разлога, као што су њихово месо и крзно, а поред тога, разним деловима тела приписују се лековита својства. Поред тога, иако то вероватно није тачно, на гласу је као убица стоке, а понекад уништи поља кукуруза. Истина, понекад и убије неку домаћу животињу, али то је заиста врло ретка појава. Поред наведеног, велики проблем је и промена његових станишта пренаменом у обрадиве површине, што му непрекидно смањује животни простор.
Због свих наведених разлога, медвед наочар сматра се угроженом врстом, која је наведена у ИУЦНовом попису као „рањива”.